# Louise van Saksen-Coburg en Gotha (1867-1931)

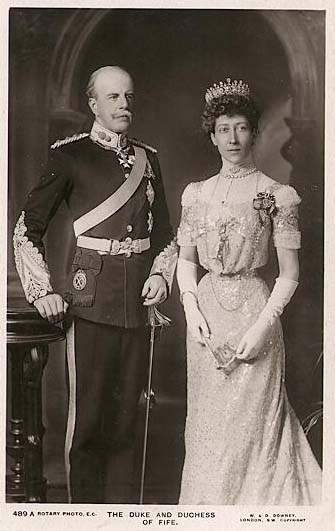
Louise en haar echtgenoot Alexander

Prinsesse Louise Victoria Alexandra Dagmar, Prinses Royal van het Verenigd Koninkrijk, De Hertogin van Fife (Londen, 20 februari 1867 — aldaar, 4 januari 1931) was een prinses van het Verenigd Koninkrijk. Ze droeg van 1905 tot 1931 de titel Princess Royal.

## Jeugd
Prinses Louise werd op 20 februari 1867 geboren in het Marlborough House te Londen, waar haar ouders woonden. Ze was de oudste dochter van de toenmalige Prins van Wales, de latere koning Edward VII en diens echtgenote Alexandra. Ze werd gedoopt in het Marlborough House op 10 mei 1867 door Charles Longley, Aartsbisschop van Canterbury. Hierbij waren o.a. koning George I van Griekenland, keizer Frederik III van Duitsland, groothertogin Augusta van Mecklenburg-Strelitz, koningin Louise van Denemarken (naar wie ze was vernoemd), tsarina Maria Fjodorovna en de Engelse prinsessen Alice, Helena en Louise als doopgetuigen aanwezig.
Prinses Louise, die door haar familie ook wel Lulu werd genoemd, had nog twee oudere broers (Albert Victor en George, de latere koning George V), een jongere broer (John) en nog twee jongere zussen (Victoria en Maud). De prinses bracht veel van haar jeugd door in Marlborough House, maar ook in het landhuis van haar ouders, Sandringham House. Net als haar zusjes Victoria en Maud heeft Louise weinig officieel onderwijs genoten.

## Huwelijk en gezin
De prinses trad op 27 juni 1889 in een privékapel van Buckingham Palace in het huwelijk met de achttien jaar oudere Alexander Duff, Graaf van Fife. Twee dagen later kreeg Alexander van koningin Victoria van het Verenigd Koninkrijk de titel Hertog van Fife en Markies van Macduff. In de officiële papieren hiervoor stond dat deze titels over zouden gaan op een mannelijke erfgenaam. Uit het huwelijk van Louise en Alexander werden drie kinderen geboren:
- Alastair (16 juni 1890), geboren en gestorven op dezelfde dag.
- Alexandra (17 mei 1891 - 26 februari 1959) huwde met Arthur van Connaught, een zoon van Arthur van Connaught en Strathearn.
- Maud (3 april 1893 - 14 december 1945) huwde met Charles Carnegie.

Omdat er uit het huwelijk van Louise en Alexander geen zoon werd geboren die volwassen werd, werden er nieuwe documenten opgesteld, zodat ook een dochter de titels kon erven bij gebrek aan een mannelijke erfgenaam.

## Princess Royal
Op 9 november 1905 schonk koning Edward VII zijn dochter de titel Princess Royal, de hoogste eer voor vrouwelijke leden van de koninklijke familie. Ook besloot de koning dat Alexandra en Maud, de dochters van Louise, de titel “Prinses van Groot-Brittannië en Ierland” zouden krijgen en de aanspreektitel “Hoogheid”. Vanaf dat moment droegen de prinsessen dus niet meer de titels van hun vader en heetten ze Hare Hoogheid Prinses Alexandra van Fife en Hare Hoogheid Prinses Maud van Fife.
In december 1911 leed prinses Louise met haar gezin schipbreuk bij de kust van Marokko, terwijl ze naar Egypte voeren. Ze bleven allemaal ongedeerd, maar Louises echtgenoot kreeg pleuritis en stierf in Aswan, Egypte, in januari 1912. Prinses Alexandra volgde vervolgens haar vader op als de tweede Hertogin van Fife.
De prinses stierf in 1931 in haar huis aan Portman Square, Londen. Haar begrafenis vond plaats in de St George's Chapel van Windsor Castle.

## Kwartierstaat (voorouders)
| Ernst I van Saksen-Coburg en Gotha (1784-1844) | Ernst I van Saksen-Coburg en Gotha (1784-1844) | Ernst I van Saksen-Coburg en Gotha (1784-1844) | Ernst I van Saksen-Coburg en Gotha (1784-1844) | Ernst I van Saksen-Coburg en Gotha (1784-1844) | Ernst I van Saksen-Coburg en Gotha (1784-1844) | Louise van Saksen-Gotha-Altenburg (1800-1831) | Louise van Saksen-Gotha-Altenburg (1800-1831) | Louise van Saksen-Gotha-Altenburg (1800-1831) | Louise van Saksen-Gotha-Altenburg (1800-1831) | Louise van Saksen-Gotha-Altenburg (1800-1831)      | Louise van Saksen-Gotha-Altenburg (1800-1831)      |                                                    |                                                    | Eduard August van Kent (1767-1820)                 | Eduard August van Kent (1767-1820)                 | Eduard August van Kent (1767-1820)               | Eduard August van Kent (1767-1820)               | Eduard August van Kent (1767-1820)               | Eduard August van Kent (1767-1820)               | Victoire van Saksen-Coburg-Saalfeld ((1786-1861) | Victoire van Saksen-Coburg-Saalfeld ((1786-1861) | Victoire van Saksen-Coburg-Saalfeld ((1786-1861) | Victoire van Saksen-Coburg-Saalfeld ((1786-1861) | Victoire van Saksen-Coburg-Saalfeld ((1786-1861) | Victoire van Saksen-Coburg-Saalfeld ((1786-1861) |  |  | Frederik Willem van Sleeswijk-Holstein-Sonderburg-Glücksburg (1785-1831) | Frederik Willem van Sleeswijk-Holstein-Sonderburg-Glücksburg (1785-1831) | Frederik Willem van Sleeswijk-Holstein-Sonderburg-Glücksburg (1785-1831) | Frederik Willem van Sleeswijk-Holstein-Sonderburg-Glücksburg (1785-1831) | Frederik Willem van Sleeswijk-Holstein-Sonderburg-Glücksburg (1785-1831) | Frederik Willem van Sleeswijk-Holstein-Sonderburg-Glücksburg (1785-1831) | Louise Caroline van Hesse-Kassel (1789-1867) | Louise Caroline van Hesse-Kassel (1789-1867) | Louise Caroline van Hesse-Kassel (1789-1867) | Louise Caroline van Hesse-Kassel (1789-1867) | Louise Caroline van Hesse-Kassel (1789-1867) | Louise Caroline van Hesse-Kassel (1789-1867) |                                      |                                      | Willem van Hessen-Kassel (1787-1867) | Willem van Hessen-Kassel (1787-1867) | Willem van Hessen-Kassel (1787-1867)                  | Willem van Hessen-Kassel (1787-1867)                  | Willem van Hessen-Kassel (1787-1867)                  | Willem van Hessen-Kassel (1787-1867)                  | Louise Charlotte van Denemarken (1789-1864)           | Louise Charlotte van Denemarken (1789-1864)           | Louise Charlotte van Denemarken (1789-1864) | Louise Charlotte van Denemarken (1789-1864) | Louise Charlotte van Denemarken (1789-1864) | Louise Charlotte van Denemarken (1789-1864) |  |  |  |  |  |  |  |  |  |  |  |  |  |  |  |  |  |  |  |  |  |  |  |  |  |  |  |  |  |  |  |  |  |  |  |  |  |  |  |  |  |  |  |  |  |  |  |  |
| Ernst I van Saksen-Coburg en Gotha (1784-1844) | Ernst I van Saksen-Coburg en Gotha (1784-1844) | Ernst I van Saksen-Coburg en Gotha (1784-1844) | Ernst I van Saksen-Coburg en Gotha (1784-1844) | Ernst I van Saksen-Coburg en Gotha (1784-1844) | Ernst I van Saksen-Coburg en Gotha (1784-1844) | Louise van Saksen-Gotha-Altenburg (1800-1831) | Louise van Saksen-Gotha-Altenburg (1800-1831) | Louise van Saksen-Gotha-Altenburg (1800-1831) | Louise van Saksen-Gotha-Altenburg (1800-1831) | Louise van Saksen-Gotha-Altenburg (1800-1831)      | Louise van Saksen-Gotha-Altenburg (1800-1831)      |                                                    |                                                    | Eduard August van Kent (1767-1820)                 | Eduard August van Kent (1767-1820)                 | Eduard August van Kent (1767-1820)               | Eduard August van Kent (1767-1820)               | Eduard August van Kent (1767-1820)               | Eduard August van Kent (1767-1820)               | Victoire van Saksen-Coburg-Saalfeld ((1786-1861) | Victoire van Saksen-Coburg-Saalfeld ((1786-1861) | Victoire van Saksen-Coburg-Saalfeld ((1786-1861) | Victoire van Saksen-Coburg-Saalfeld ((1786-1861) | Victoire van Saksen-Coburg-Saalfeld ((1786-1861) | Victoire van Saksen-Coburg-Saalfeld ((1786-1861) |  |  | Frederik Willem van Sleeswijk-Holstein-Sonderburg-Glücksburg (1785-1831) | Frederik Willem van Sleeswijk-Holstein-Sonderburg-Glücksburg (1785-1831) | Frederik Willem van Sleeswijk-Holstein-Sonderburg-Glücksburg (1785-1831) | Frederik Willem van Sleeswijk-Holstein-Sonderburg-Glücksburg (1785-1831) | Frederik Willem van Sleeswijk-Holstein-Sonderburg-Glücksburg (1785-1831) | Frederik Willem van Sleeswijk-Holstein-Sonderburg-Glücksburg (1785-1831) | Louise Caroline van Hesse-Kassel (1789-1867) | Louise Caroline van Hesse-Kassel (1789-1867) | Louise Caroline van Hesse-Kassel (1789-1867) | Louise Caroline van Hesse-Kassel (1789-1867) | Louise Caroline van Hesse-Kassel (1789-1867) | Louise Caroline van Hesse-Kassel (1789-1867) |                                      |                                      | Willem van Hessen-Kassel (1787-1867) | Willem van Hessen-Kassel (1787-1867) | Willem van Hessen-Kassel (1787-1867)                  | Willem van Hessen-Kassel (1787-1867)                  | Willem van Hessen-Kassel (1787-1867)                  | Willem van Hessen-Kassel (1787-1867)                  | Louise Charlotte van Denemarken (1789-1864)           | Louise Charlotte van Denemarken (1789-1864)           | Louise Charlotte van Denemarken (1789-1864) | Louise Charlotte van Denemarken (1789-1864) | Louise Charlotte van Denemarken (1789-1864) | Louise Charlotte van Denemarken (1789-1864) |  |  |  |  |  |  |  |  |  |  |  |  |  |  |  |  |  |  |  |  |  |  |  |  |  |  |  |  |  |  |  |  |  |  |  |  |  |  |  |  |  |  |  |  |  |  |  |  |
|                                                |                                                |                                                |                                                |                                                |                                                |                                               |                                               |                                               |                                               |                                                    |                                                    |                                                    |                                                    |                                                    |                                                    |                                                  |                                                  |                                                  |                                                  |                                                  |                                                  |                                                  |                                                  |                                                  |                                                  |  |  |                                                                          |                                                                          |                                                                          |                                                                          |                                                                          |                                                                          |                                              |                                              |                                              |                                              |                                              |                                              |                                      |                                      |                                      |                                      |                                                       |                                                       |                                                       |                                                       |                                                       |                                                       |                                             |                                             |                                             |                                             |  |  |  |  |  |  |  |  |  |  |  |  |  |  |  |  |  |  |  |  |  |  |  |  |  |  |  |  |  |  |  |  |  |  |  |  |  |  |  |  |  |  |  |  |  |  |  |  |
|                                                |                                                |                                                |                                                | Albert van Saksen-Coburg en Gotha (1819-1861)  | Albert van Saksen-Coburg en Gotha (1819-1861)  | Albert van Saksen-Coburg en Gotha (1819-1861) | Albert van Saksen-Coburg en Gotha (1819-1861) | Albert van Saksen-Coburg en Gotha (1819-1861) | Albert van Saksen-Coburg en Gotha (1819-1861) |                                                    |                                                    |                                                    |                                                    |                                                    |                                                    | Victoria van het Verenigd Koninkrijk (1819-1901) | Victoria van het Verenigd Koninkrijk (1819-1901) | Victoria van het Verenigd Koninkrijk (1819-1901) | Victoria van het Verenigd Koninkrijk (1819-1901) | Victoria van het Verenigd Koninkrijk (1819-1901) | Victoria van het Verenigd Koninkrijk (1819-1901) |                                                  |                                                  |                                                  |                                                  |  |  |                                                                          |                                                                          |                                                                          |                                                                          | Christiaan IX van Denemarken (1818-1906)                                 | Christiaan IX van Denemarken (1818-1906)                                 | Christiaan IX van Denemarken (1818-1906)     | Christiaan IX van Denemarken (1818-1906)     | Christiaan IX van Denemarken (1818-1906)     | Christiaan IX van Denemarken (1818-1906)     |                                              |                                              |                                      |                                      |                                      |                                      | Louise van Hessen-Kassel (1817-1898)                  | Louise van Hessen-Kassel (1817-1898)                  | Louise van Hessen-Kassel (1817-1898)                  | Louise van Hessen-Kassel (1817-1898)                  | Louise van Hessen-Kassel (1817-1898)                  | Louise van Hessen-Kassel (1817-1898)                  |                                             |                                             |                                             |                                             |  |  |  |  |  |  |  |  |  |  |  |  |  |  |  |  |  |  |  |  |  |  |  |  |  |  |  |  |  |  |  |  |  |  |  |  |  |  |  |  |  |  |  |  |  |  |  |  |
|                                                |                                                |                                                |                                                | Albert van Saksen-Coburg en Gotha (1819-1861)  | Albert van Saksen-Coburg en Gotha (1819-1861)  | Albert van Saksen-Coburg en Gotha (1819-1861) | Albert van Saksen-Coburg en Gotha (1819-1861) | Albert van Saksen-Coburg en Gotha (1819-1861) | Albert van Saksen-Coburg en Gotha (1819-1861) |                                                    |                                                    |                                                    |                                                    |                                                    |                                                    | Victoria van het Verenigd Koninkrijk (1819-1901) | Victoria van het Verenigd Koninkrijk (1819-1901) | Victoria van het Verenigd Koninkrijk (1819-1901) | Victoria van het Verenigd Koninkrijk (1819-1901) | Victoria van het Verenigd Koninkrijk (1819-1901) | Victoria van het Verenigd Koninkrijk (1819-1901) |                                                  |                                                  |                                                  |                                                  |  |  |                                                                          |                                                                          |                                                                          |                                                                          | Christiaan IX van Denemarken (1818-1906)                                 | Christiaan IX van Denemarken (1818-1906)                                 | Christiaan IX van Denemarken (1818-1906)     | Christiaan IX van Denemarken (1818-1906)     | Christiaan IX van Denemarken (1818-1906)     | Christiaan IX van Denemarken (1818-1906)     |                                              |                                              |                                      |                                      |                                      |                                      | Louise van Hessen-Kassel (1817-1898)                  | Louise van Hessen-Kassel (1817-1898)                  | Louise van Hessen-Kassel (1817-1898)                  | Louise van Hessen-Kassel (1817-1898)                  | Louise van Hessen-Kassel (1817-1898)                  | Louise van Hessen-Kassel (1817-1898)                  |                                             |                                             |                                             |                                             |  |  |  |  |  |  |  |  |  |  |  |  |  |  |  |  |  |  |  |  |  |  |  |  |  |  |  |  |  |  |  |  |  |  |  |  |  |  |  |  |  |  |  |  |  |  |  |  |
|                                                |                                                |                                                |                                                |                                                |                                                |                                               |                                               |                                               |                                               | Edward VII van het Verenigd Koninkrijk (1841-1910) | Edward VII van het Verenigd Koninkrijk (1841-1910) | Edward VII van het Verenigd Koninkrijk (1841-1910) | Edward VII van het Verenigd Koninkrijk (1841-1910) | Edward VII van het Verenigd Koninkrijk (1841-1910) | Edward VII van het Verenigd Koninkrijk (1841-1910) |                                                  |                                                  |                                                  |                                                  |                                                  |                                                  |                                                  |                                                  |                                                  |                                                  |  |  |                                                                          |                                                                          |                                                                          |                                                                          |                                                                          |                                                                          |                                              |                                              |                                              |                                              | Alexandra van Denemarken (1844-1925)         | Alexandra van Denemarken (1844-1925)         | Alexandra van Denemarken (1844-1925) | Alexandra van Denemarken (1844-1925) | Alexandra van Denemarken (1844-1925) | Alexandra van Denemarken (1844-1925) |                                                       |                                                       |                                                       |                                                       |                                                       |                                                       |                                             |                                             |                                             |                                             |  |  |  |  |  |  |  |  |  |  |  |  |  |  |  |  |  |  |  |  |  |  |  |  |  |  |  |  |  |  |  |  |  |  |  |  |  |  |  |  |  |  |  |  |  |  |  |  |
|                                                |                                                |                                                |                                                |                                                |                                                |                                               |                                               |                                               |                                               | Edward VII van het Verenigd Koninkrijk (1841-1910) | Edward VII van het Verenigd Koninkrijk (1841-1910) | Edward VII van het Verenigd Koninkrijk (1841-1910) | Edward VII van het Verenigd Koninkrijk (1841-1910) | Edward VII van het Verenigd Koninkrijk (1841-1910) | Edward VII van het Verenigd Koninkrijk (1841-1910) |                                                  |                                                  |                                                  |                                                  |                                                  |                                                  |                                                  |                                                  |                                                  |                                                  |  |  |                                                                          |                                                                          |                                                                          |                                                                          |                                                                          |                                                                          |                                              |                                              |                                              |                                              | Alexandra van Denemarken (1844-1925)         | Alexandra van Denemarken (1844-1925)         | Alexandra van Denemarken (1844-1925) | Alexandra van Denemarken (1844-1925) | Alexandra van Denemarken (1844-1925) | Alexandra van Denemarken (1844-1925) |                                                       |                                                       |                                                       |                                                       |                                                       |                                                       |                                             |                                             |                                             |                                             |  |  |  |  |  |  |  |  |  |  |  |  |  |  |  |  |  |  |  |  |  |  |  |  |  |  |  |  |  |  |  |  |  |  |  |  |  |  |  |  |  |  |  |  |  |  |  |  |
|                                                |                                                |                                                |                                                |                                                |                                                |                                               |                                               |                                               |                                               |                                                    |                                                    |                                                    |                                                    |                                                    |                                                    |                                                  |                                                  |                                                  |                                                  |                                                  |                                                  |                                                  |                                                  |                                                  |                                                  |  |  |                                                                          |                                                                          |                                                                          |                                                                          |                                                                          |                                                                          |                                              |                                              |                                              |                                              |                                              |                                              |                                      |                                      |                                      |                                      |                                                       |                                                       |                                                       |                                                       |                                                       |                                                       |                                             |                                             |                                             |                                             |  |  |  |  |  |  |  |  |  |  |  |  |  |  |  |  |  |  |  |  |  |  |  |  |  |  |  |  |  |  |  |  |  |  |  |  |  |  |  |  |  |  |  |  |  |  |  |  |
|                                                |                                                |                                                |                                                |                                                |                                                |                                               |                                               |                                               |                                               |                                                    |                                                    |                                                    |                                                    |                                                    |                                                    |                                                  |                                                  |                                                  |                                                  |                                                  |                                                  |                                                  |                                                  |                                                  |                                                  |  |  |                                                                          |                                                                          |                                                                          |                                                                          |                                                                          |                                                                          |                                              |                                              |                                              |                                              |                                              |                                              |                                      |                                      |                                      |                                      |                                                       |                                                       |                                                       |                                                       |                                                       |                                                       |                                             |                                             |                                             |                                             |  |  |  |  |  |  |  |  |  |  |  |  |  |  |  |  |  |  |  |  |  |  |  |  |  |  |  |  |  |  |  |  |  |  |  |  |  |  |  |  |  |  |  |  |  |  |  |  |
|                                                |                                                |                                                |                                                | Albert Victor van Clarence (1864-1892)         | Albert Victor van Clarence (1864-1892)         | Albert Victor van Clarence (1864-1892)        | Albert Victor van Clarence (1864-1892)        | Albert Victor van Clarence (1864-1892)        | Albert Victor van Clarence (1864-1892)        |                                                    |                                                    | George V van het Verenigd Koninkrijk (1865-1936)   | George V van het Verenigd Koninkrijk (1865-1936)   | George V van het Verenigd Koninkrijk (1865-1936)   | George V van het Verenigd Koninkrijk (1865-1936)   | George V van het Verenigd Koninkrijk (1865-1936) | George V van het Verenigd Koninkrijk (1865-1936) |                                                  |                                                  | Louise van Saksen-Coburg en Gotha (1867-1931)    | Louise van Saksen-Coburg en Gotha (1867-1931)    | Louise van Saksen-Coburg en Gotha (1867-1931)    | Louise van Saksen-Coburg en Gotha (1867-1931)    | Louise van Saksen-Coburg en Gotha (1867-1931)    | Louise van Saksen-Coburg en Gotha (1867-1931)    |  |  | Victoria Alexandra van Saksen-Coburg en Gotha (1868-1935)                | Victoria Alexandra van Saksen-Coburg en Gotha (1868-1935)                | Victoria Alexandra van Saksen-Coburg en Gotha (1868-1935)                | Victoria Alexandra van Saksen-Coburg en Gotha (1868-1935)                | Victoria Alexandra van Saksen-Coburg en Gotha (1868-1935)                | Victoria Alexandra van Saksen-Coburg en Gotha (1868-1935)                |                                              |                                              | Maud van Wales (1869-1938)                   | Maud van Wales (1869-1938)                   | Maud van Wales (1869-1938)                   | Maud van Wales (1869-1938)                   | Maud van Wales (1869-1938)           | Maud van Wales (1869-1938)           |                                      |                                      | Alexander John van Saksen-Coburg en Gotha (1871-1871) | Alexander John van Saksen-Coburg en Gotha (1871-1871) | Alexander John van Saksen-Coburg en Gotha (1871-1871) | Alexander John van Saksen-Coburg en Gotha (1871-1871) | Alexander John van Saksen-Coburg en Gotha (1871-1871) | Alexander John van Saksen-Coburg en Gotha (1871-1871) |                                             |                                             |                                             |                                             |  |  |  |  |  |  |  |  |  |  |  |  |  |  |  |  |  |  |  |  |  |  |  |  |  |  |  |  |  |  |  |  |  |  |  |  |  |  |  |  |  |  |  |  |  |  |  |  |